# Hymner og ukrudt
Hymner og ukrudt er et album med jazzviser skrevet, sat i musik og indspillet af Benny Andersen og Povl Dissing i 1984. Albummets cover har en mælkebøtte på, og spor nr. 2 på side A, Mælkebøttens dans, er en instrumental tilegnet Jan Johansson.

## Spor
Alle sange skrevet og komponeret af Benny Andersen og Povl Dissing
Hymne til natten har strygearrangement av John von Daler. 
| #   | Titel                         | Længde |
| --- | ----------------------------- | ------ |
| 1.  | "Aftentur med Rosalina"       | 4:52   |
| 2.  | "Mælkebøttens dans"           | 1:35   |
| 3.  | "Skvalderkål blues"           | 4:00   |
| 4.  | "Tidsel tango"                | 2:30   |
| 5.  | "Morgenhymne"                 | 6:20   |
| 6.  | "Årstiderne"                  | 1:59   |
| 7.  | "Hymne til natten"            | 4:10   |
| 8.  | "En sang om sang"             | 4:20   |
| 9.  | "Hymne til den danske sommer" | 3:55   |
| 10. | "Elefantblå ballade"          | 4:20   |
| 11. | "Hymne til skørheden"         | 3:05   |